# معاملة المثليين في جنوب السودان
يواجه الأشخاص من المثليين والمثليات ومزدوجي التوجه الجنسي والمتحولين جنسياً (اختصاراً: LGBT) في جنوب السودان تحديات قانونية واجتماعية لا يواجهها غيرهم من المغايرين جنسيا. يعتبر النشاط الجنسي المثلي غير قانوني في جنوب السودان، ويترتب عليه عقوبة قد تصل إلى 10 سنوات في السجن. كما أن المنازل التي يعيش فيها الشركاء المثليون غير مؤهلة للحصول على نفس الحماية القانونية المتاحة للأزواج المغايرين، مع وجود عدة تقارير تتحدث عن مستوى عالي من التمييز والانتهاكات ضد مجتمع المثليين.

## قانونية النشاط الجنسي المثلي
كانت جنوب السودان في السابق جزءاً من السودان وخضعت لتفسيرها في تطبيق الشريعة، حيث يعد النشاط الجنسي المثلي مخالفاً للقانون وتراوحت عقوبته من الجلد وصولاً لعقوبة الإعدام. اعتمدت حكومة منطقة السودان الجنوبي ذاتية الحكم قانوناً للعقوبات خاصاً بها عام 2008، وقد حُظِر به «المواقعة بالجماع ضد نظام الطبيعة»، وحدد القانون مدة سجن قدرها 10 سنوات.

## الاعتراف القانوني بالعلاقات المثلية
لا تعترف جنوب السودان قانونيا بالعلاقات المثلية، يوجد حظر دستوري على زواج المثليين منذ استقلال البلاد واعتماد دستورها عام 2011 كأغلب الدول الأفريقية،

## المواقف الاجتماعية
صرح سالفا كير الذي غدا رئيس جنوب السودان في مقابلة أجراها مع «إذاعة هولندا حول العالم» تعود لشهر يوليو من عام 2010، بأن المثلية الحنسية ليست «شميلة» من شمائل الشعب الجنوب سوداني على حد تعبيره. وأكمل قائلاً: «وليست حتى شيئاً يتحدث به أي مرء علناً هنا ولا سيما في السودان الجنوبية على وجه التحديد. إنها ليست هناك وإذا أراد أي أحد استيرادها أو تصديرها من وإلى السودان، فلن تلقى على الدعم وسيتم إدانتها دائمًاً من قبل الجميع».
قاد أسقف جنوب السودان أبراهام مايوم أثيان انفصالاً عن كنيسة السودان الأسقفية عام 2006، وذلك لما اعتبره فشل قيادة الكنيسة في إدانة المثلية الجنسية إدانةً قوية بما فيه الكفاية.
خلُص تقرير حقوق الإنسان الصادر عن وزارة الخارجية الأمريكية لعام 2011 بوجود تمييز مجتمعي «منتشر على نطاق واسع» بحق الرجال المثليين والنساء المثليات، وعن عدم وجود منظمات معروفة للمثليين والمثليات ومزدوجي التوجه الجنسي والمتحولين جنسياً.

## ملخص
| قانونية النشاط الجنسي المثلي                                                                  | (العقوبة: السجن لمدة تصل إلى 10 سنوات) |
| المساواة في السن القانوني للنشاط الجنسي                                                       | No                                     |
| قوانين مكافحة التمييز في التوظيف                                                              | No                                     |
| قوانين مكافحة التمييز في توفير السلع والخدمات                                                 | No                                     |
| قوانين مكافحة التمييز في جميع المجالات الأخرى (تتضمن التمييز غير المباشر، خطاب الكراهية)      | No                                     |
| قوانين مكافحة أشكال التمييز المعنية بالهوية الجندرية                                          | No                                     |
| زواج المثليين                                                                                 | (حظر دستوري منذ 2011)                  |
| الاعتراف القانوني بالعلاقات المثلية                                                           | No                                     |
| تبني أحد الشريكين للطفل البيولوجي للشريك الآخر                                                | No                                     |
| التبني المشترك للأزواج المثليين                                                               | No                                     |
| يسمح للمثليين والمثليات ومزدوجي التوجه الجنسي والمتحولين جنسيا بالخدمة علناً في القوات المسلحة | No                                     |
| الحق بتغيير الجنس القانوني                                                                    | No                                     |
| علاج التحويل محظور على القاصرين                                                               | No                                     |
| الحصول على أطفال أنابيب للمثليات                                                              | No                                     |
| الأمومة التلقائية للطفل بعد الولادة                                                           | No                                     |
| تأجير الأرحام التجاري للأزواج المثليين من الذكور                                              | (غير قانوني للأزواج المغايرين كذلك)    |
| السماح للرجال الذين مارسوا الجنس الشرجي التبرع بالدم                                          | No                                     |